# IBM 웹익스플로러
IBM 웹익스플로러(IBM WebExplorer)는 리서치 트라이앵글 파크에서 IBM이 설계한 초기의 OS/2용 웹 브라우저였다. 최신 버전은 1.2이다.
이 브라우저는 프레임을 지원하지 않았고, 자바와 같은 플러그인 설치가 복잡하였다.

## 기능
- HTML 3.0 지원 (표 포함)
- 유즈넷 리더
- 자바 애플릿
- GIF 지원
- 프록시 인증
- 이미지 맵

### 다운로드
- version 1.1h